# SS Trás-os-Montes

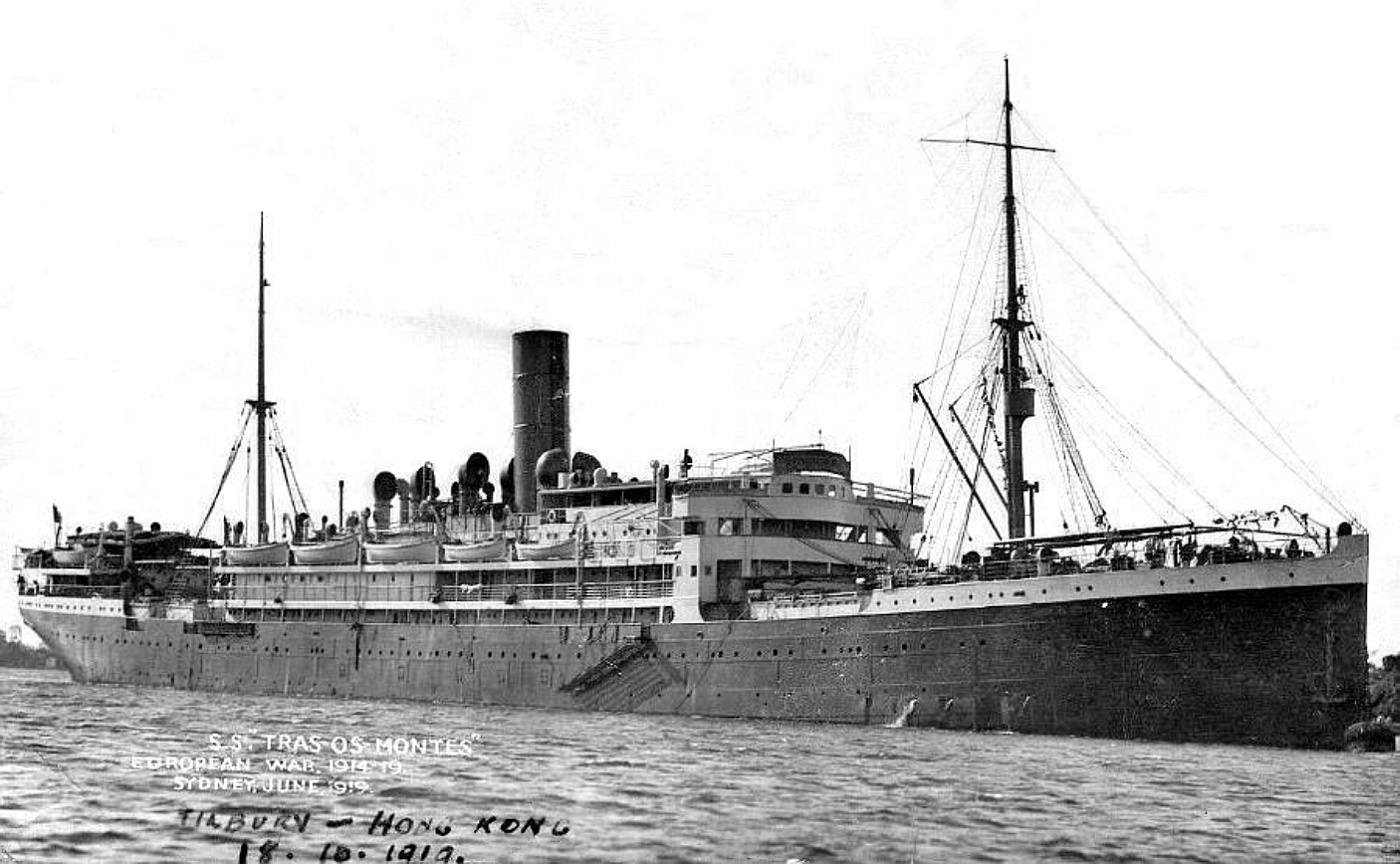
Loď SS Trás–os–Montes v roce 1919

SS Trás–os–Montes byla jedna z transportních lodí, které se podílely po skončení první světové války na odvozu československých legionářů z Vladivostoku do Evropy. 

## Stručná historie lodi

### Od roku 1906 do roku 1919
Loď SS Trás–os–Montes si objednala společnost Norddeutscher Lloyd. Plavidlo bylo sestaveno v Brémách v loděnicích Joh. C. Tecklenborg a na vodu bylo spuštěno 21. srpna 1906. Dopravní loď určená pro 2 042 osob se původně jmenovala Bülow a její první plavba v září 1906 směřovala na Dálný východ (pak se plavila i do Austrálie a do USA). Do začátku první světové války (28. července 1914) stihla loď vykonat celkem pět zaoceánských plaveb. Po vypuknutí první světové války vyhlásilo (v roce 1914) Portugalsko neutralitu a dopravní loď Bülow zůstala zakotvena v portugalském přístavu. Neutralita Portugalska byla narušena Německem, které 9. března 1916 vyhlásilo Portugalsku válku. Portugalsko se tak připojilo k Dohodě a jeho vojáci se zúčastnili bojů na západní frontě (a na území koloniální Afriky). Portugalská armáda loď Bülow zabavila, přejmenovala ji na Trás–os–Montes a následně ji používala k přepravě spojeneckých vojáků. Na jaře 1919 přepravovala do Austrálie australské vojáky a z Austrálie zpět vezla přes 5 tisíc občanů, kteří byli z Austrálie vyhoštěni s nálepkou „v zemi nežádoucí“. V době od 18. prosince 1919 do 2. února 1920 sloužila SS Trás–os–Montes coby transportní loď pro přepravu československých legionářů z Vladivostoku do Terstu.

### Od roku 1924 do roku 1951
V roce 1924 se novým vlastníkem lodi Trás–os–Montes stala společnosti Companhia Nacional de Navegaceo. Ta loď přejmenovala a provozovala pod jménem Nyassa. V průběhu druhé světové války loď Nyassa uskutečnila celkem 14 plaveb do Ameriky. Čtyři roky po skončení druhé světové války bylo plavidlo v roce 1949 vyřazeno z provozu a o dva roky později (1951) byla v britském Blythu transportní loď rozebrána (sešrotována).

Historický znak německé rejdařské společnosti Norddeutscher Lloyd (1857-1970) z Brém: zkřížená kotva a klíč nad věncem z dubových listů v modrém poli na bílém podkladě. Ta si objednala stavbu lodi Bülow
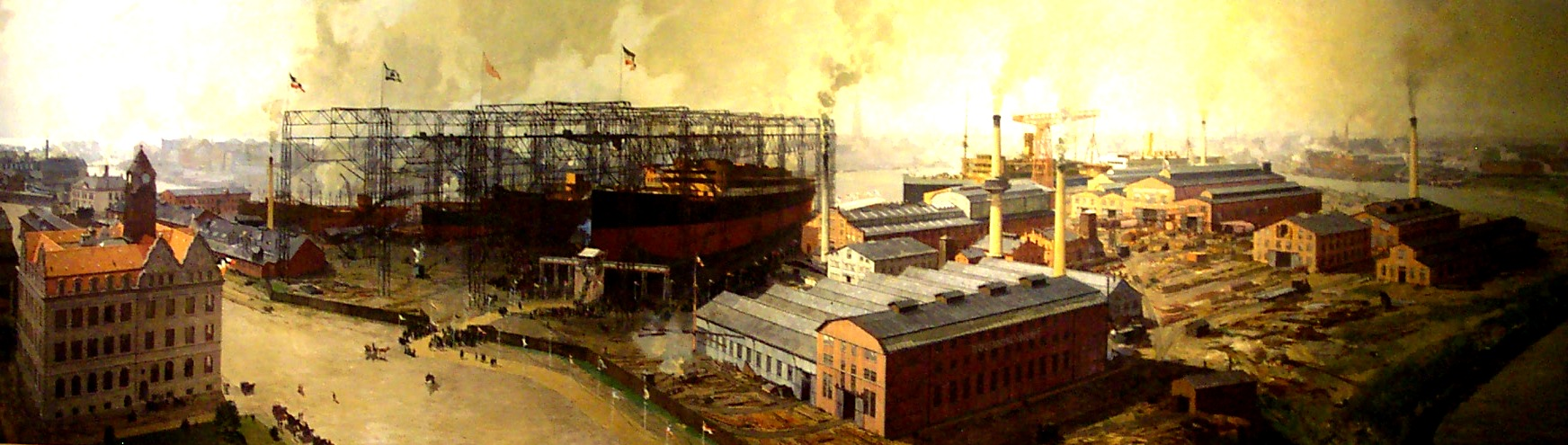
Loděnice Joh. C. Tecklenborg v Bremerhavenu na řece Geeste (obraz, 1907), kde byla loď Bülow sestavena
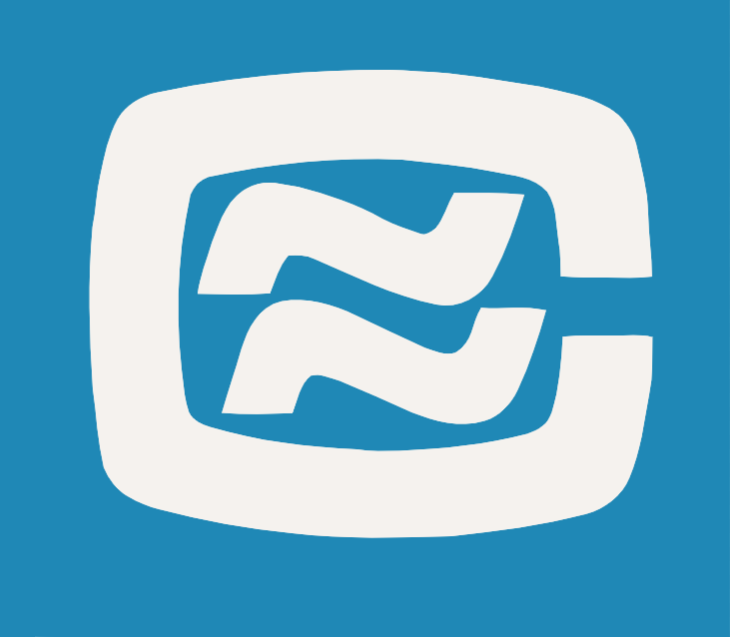
Logo společnosti Empresa Nacional de Navegação a Vapor para a África Portuguesa (rok 1899),  později Companhia Nacional de Navegação, která se v roce 1924 stala novým vlastníkem lodi Trás–os–Montes

## 14. lodní transport čs. legionářů

### Základní informace
Centrokomisí pronajatá transportní loď SS Trás–os–Montes byla původně německou lodí, na začátku první světové války byla zabavena Portugalci a v průběhu světového konfliktu byla dána spojencům k dispozici pro vojenské účely. Loď přivezla do Vladivostoku ruské vojáky z tureckého zajetí a Angličané ji následně pronajali Centrokomisi pro evakuaci československých vojáků. Plavidlo bylo uzpůsobeno k přepravě vojska a disponovalo též nemocničním oddělením, čehož bylo využito k transportu sanitního vlaku číslo 5. Ten evakuoval československou psychiatrickou léčebnu z Tomsku (do Vladivostoku dojel 15. prosince 1919). Kromě obsahu sanitního vlaku loď přepravovala i jednu sbornou rotu, dále pak druhou část 1. československého střeleckého pluku (tj. III. prapor, 2. a 3. kulometná rota, plukovní dělostřelectvo a vozatajstvo), celkem 1 643 československých legionářů + 176 různých dalších osob. Velitelem 14. transportu byl určen podplukovník Vojtěch Vladimír Klecanda. Mezi evakuovanými čs. legionáři byl i štábní kapitán Josef Mašín.

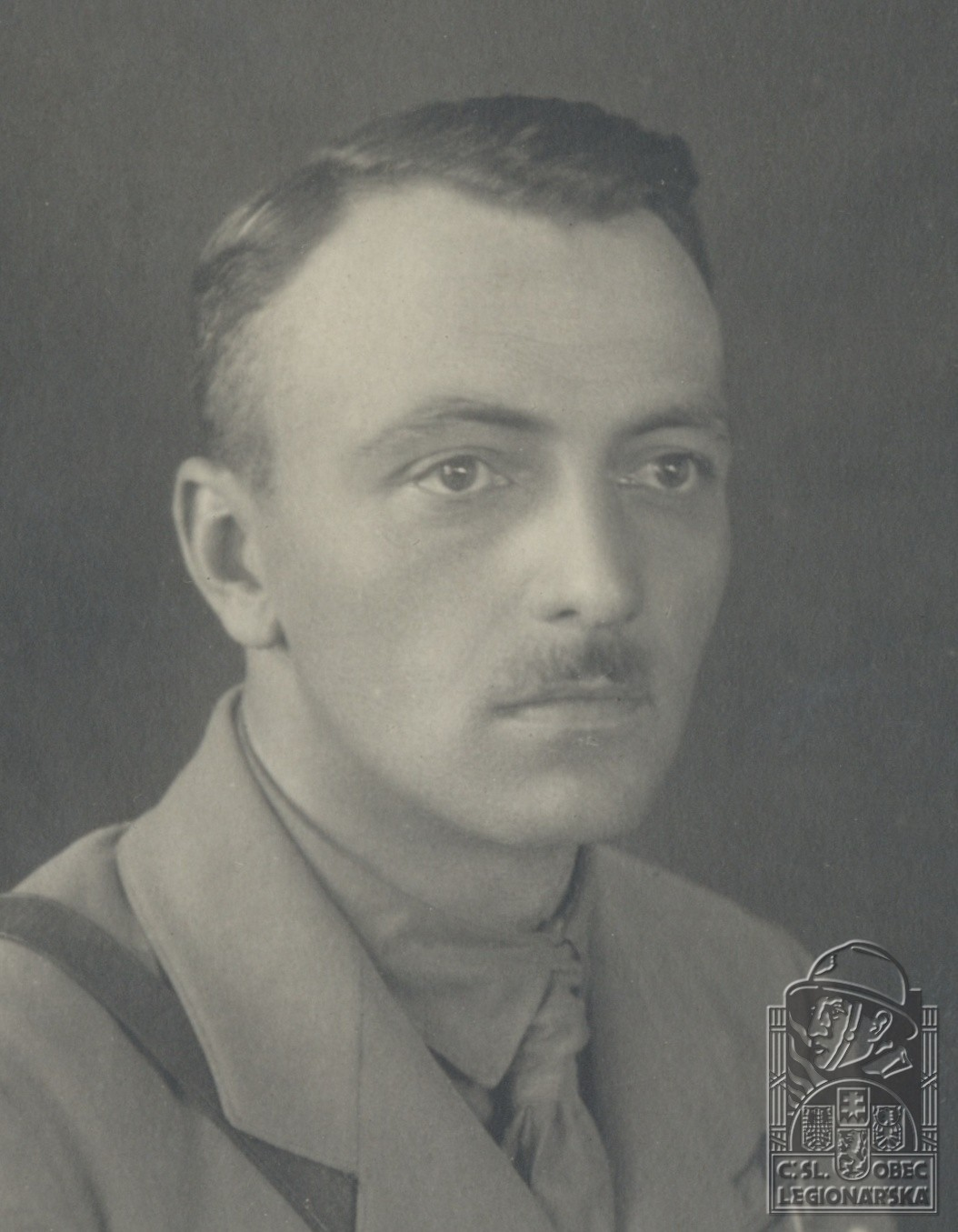
Podplukovník Vojtěch Vladimír Klecanda jako velitel 14. lodního transportu československých legionářů z Vladivostoku do Terstu (1919/1920)
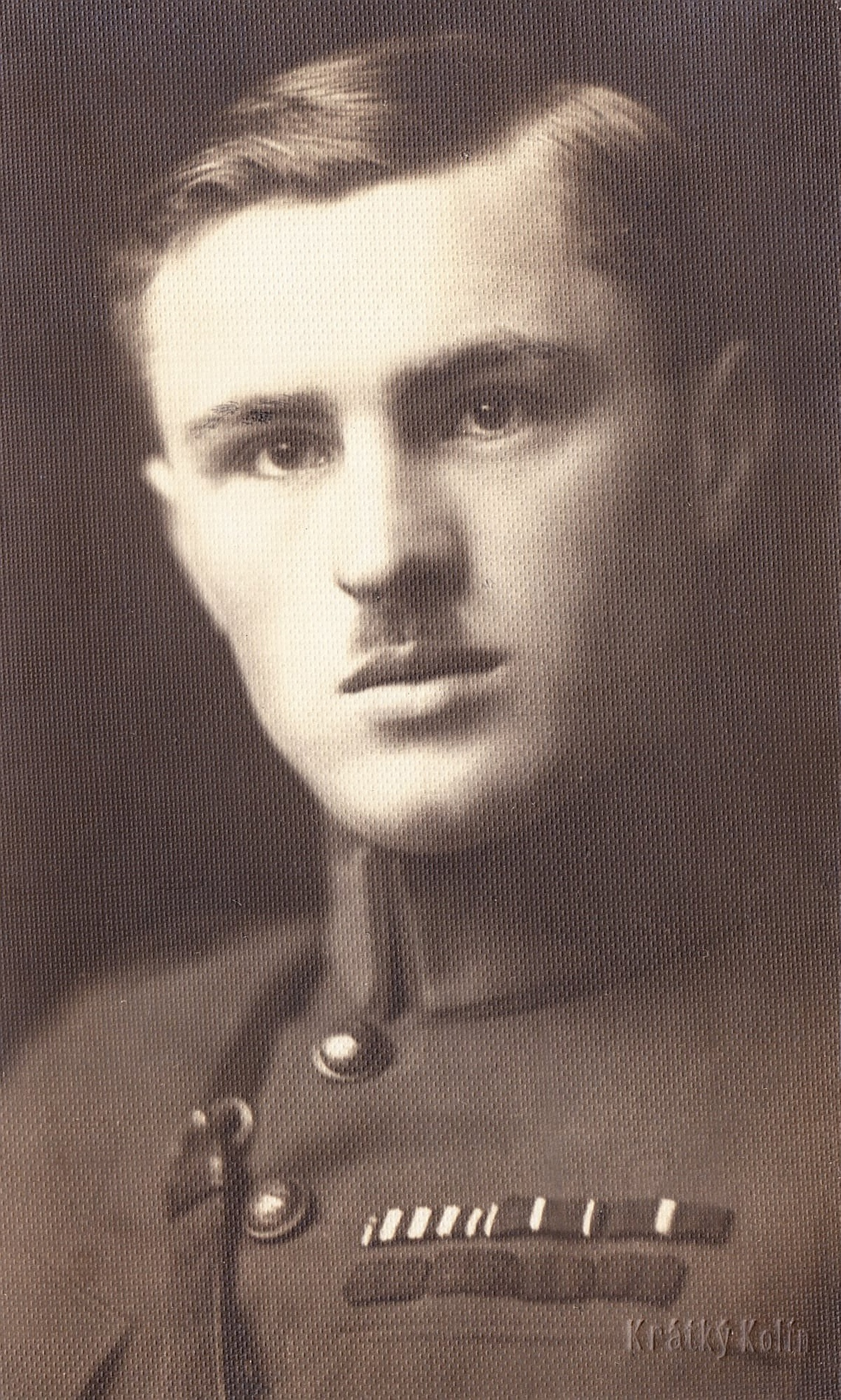
Mezi evakuovanými československými legionáři 1. československého střeleckého pluku na této lodi byl i štábní kapitán Josef Mašín

### Stručný průběh plavby
Transportní loď Trás-os-Montes měla podle plánu vyplout 17. prosince 1919. Nakládání ale ještě toho dne nebylo dokončeno, takže plavidlo zvedlo kotvy až ve čtvrtek 18. prosince 1919 v 9 hodin a 4 minuty ráno místního času. Po znamení lodní sirénou vyplula loď na širý Tichý oceán. Před vyplutím z Vladivostoku foukal v přístavu ostrý a mrazivý vítr, vinou něhož některé vodní trubky na lodi zamrzly a následně popraskaly. Následujícího dne zastihla loď menší bouře a posléze plavidlo vjelo do Žlutého moře.
Po čtyřdenní plavbě dorazila 22. prosince 1919 transportní loď do čínské Šanghaje a po veplutí zůstala stát uprostřed přístavu na kotvě celý týden. Tady byla prováděna oprava mrazem poničeného topného potrubí a doplňovaly se veškeré zásoby. Pomocí kladek čínští přístavní dělníci vykládali z lodi v pytlích písek a místo této zátěže nakládali na loď (až do čáry ponoru) rýži, mouku, uhlí a jiné zboží.
Uhlí nakládali několik dní ve dne i v noci. Lopatami je vyhazovali na můstky v několika patrech nad sebou a z nejhořejšího je házeli bočnými dveřmi lodními do velkého prostoru lodního. Kolem lodi bylo po celý čas velmi rušno.
Desátník 1. čs.  střeleckého pluku František Rybníček, O nakládce uhlí do lodi v přístavu Šanghaj, 
Zastávku v Šanghaji mohli využít čs. legionáři k návštěvám města a také zde ve velkém městském sále oslavili Štědrý večer. Ten byl zajištěn šanghajskou pobočkou organizace YMCA, která pro legionáře z lodi připravila štědrovečerní nadílku. Na programu večera spolupracoval i legionářský osvětový sbor a do sálu zavítali (mimo jiné) i někteří čeští krajané usazení v Šanghaji.
Večer zahájen byl za slavnostní nálady anglickými proslovy zástupců YMCA a města, na něž anglicky odpověděl náš velitel podplukovník Klecanda. Nato zapěl náš pěvecký sbor národní hymnu „Kde domov můj“, jejíž drahé zvuky zněly nám tehdy tím sladčeji, čím větší a vroucnější byla již naše touha po vzdáleném domovu a osvobozené vlasti. Další program tohoto nezapomenutelného štědrého večera vyplněn byl zpěvem, recitacemi, hudbou a družnou zábavou.
Příslušník 1. čs. střeleckého pluku Květoslav Hřivna, O začátku slavnostního večera v Šanghaji, 
Účastníci štědrovečerních oslav se občerstvovali v bufetu, kde dámy Angličanky a Číňanky nabízely čaj, bujon a různé čínské zákusky. Na slavnostním večeru hrála dlouho do noci evropské a americké skladby vojenská hudba z amerického křižníku Brooklyn.
Transportní loď Trás-os-Montes opustila Šanghaj až 29. prosince 1919, ale po několika hodinách plavby uvízla na mělčině, kde musela vyčkat na příliv. Když mohla pokračovat dále, obdržela posádka hlášení o tajfunu ve Žlutém moři, což znamenalo další jednodenní zdržení. Loď Trás-os-Montes nabrala kurs přes Indický oceán směrem k ostrovu Cejlon, kde 14. ledna 1920 zakotvila v Kolombu.

Vladivostok, Šanghaj, Kolombo
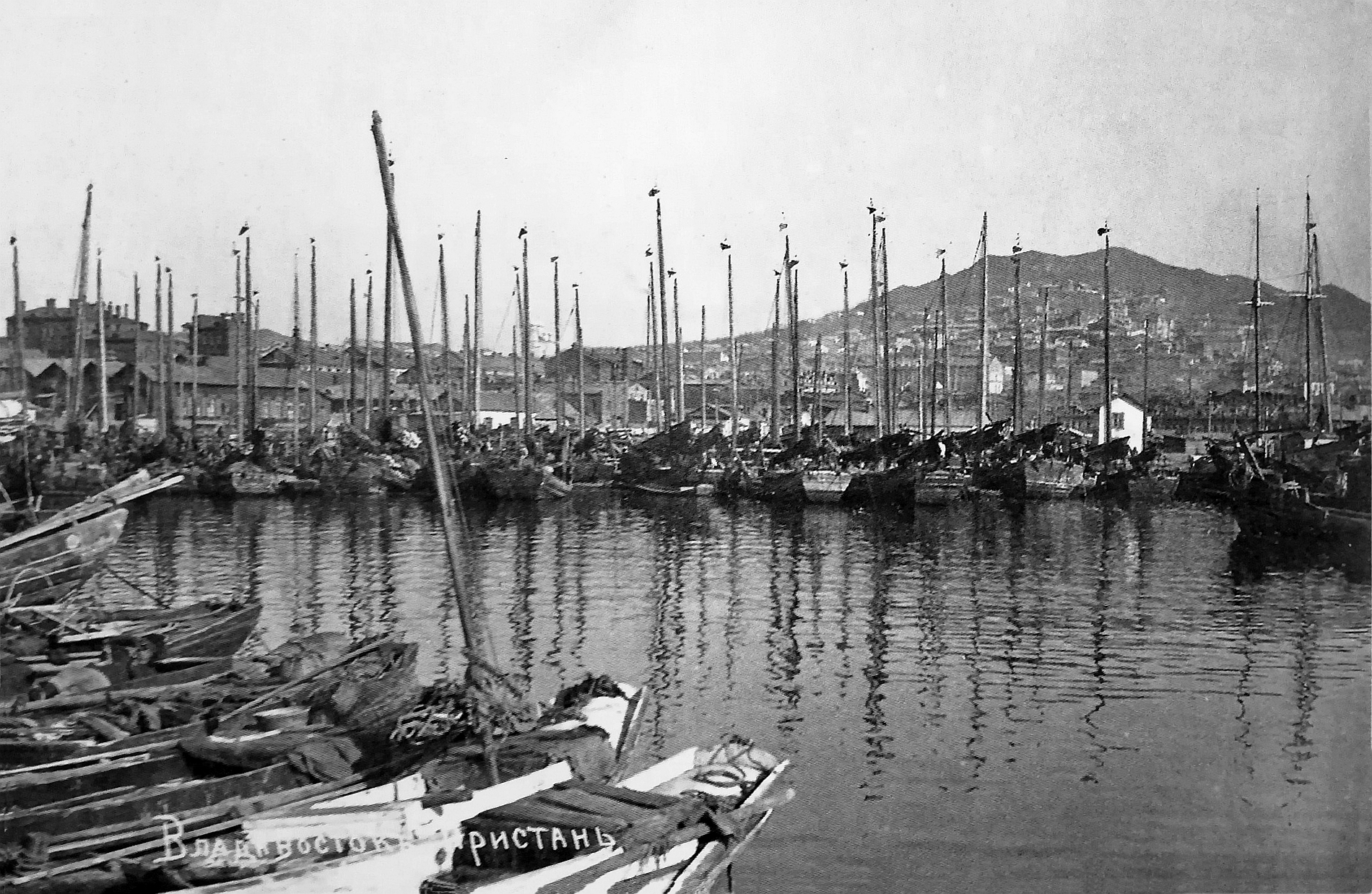
Přístav ve Vladivostoku (rok 1919)
Mapa Šanghaje kolem roku 1918
Kolombo (Cejlon) – Princesova ulice (kolem roku 1910)
Kolombo (Cejlon) – ulice Chatham (kolem roku 1925)

Tady si mohli legionáři prohlédnout město Kolombo, ale již 15. ledna 1920 zamířila loď k Suezskému průplavu a dále do Port Saidu. Dne 22. ledna 1920 zemřel na následky zranění během plavby do vlasti na palubě lodi československý legionář František Mička, civilním povoláním dělník. Byl pohřben téhož dne odpoledne do Rudého moře během plavby okolo přístavu Aden při cestě plavidla do Suezského průplavu. Dne 27. ledna 1920 loď zastavila na jeden den v Port Saidu a pak již následovala plavba Středozemním mořem do italského Terstu, kam plavidlo dorazilo 2. února 1920.

Suez, Port Said, Terst
Velbloudi na přístavišti Suezského průplavu (kolem 1928)
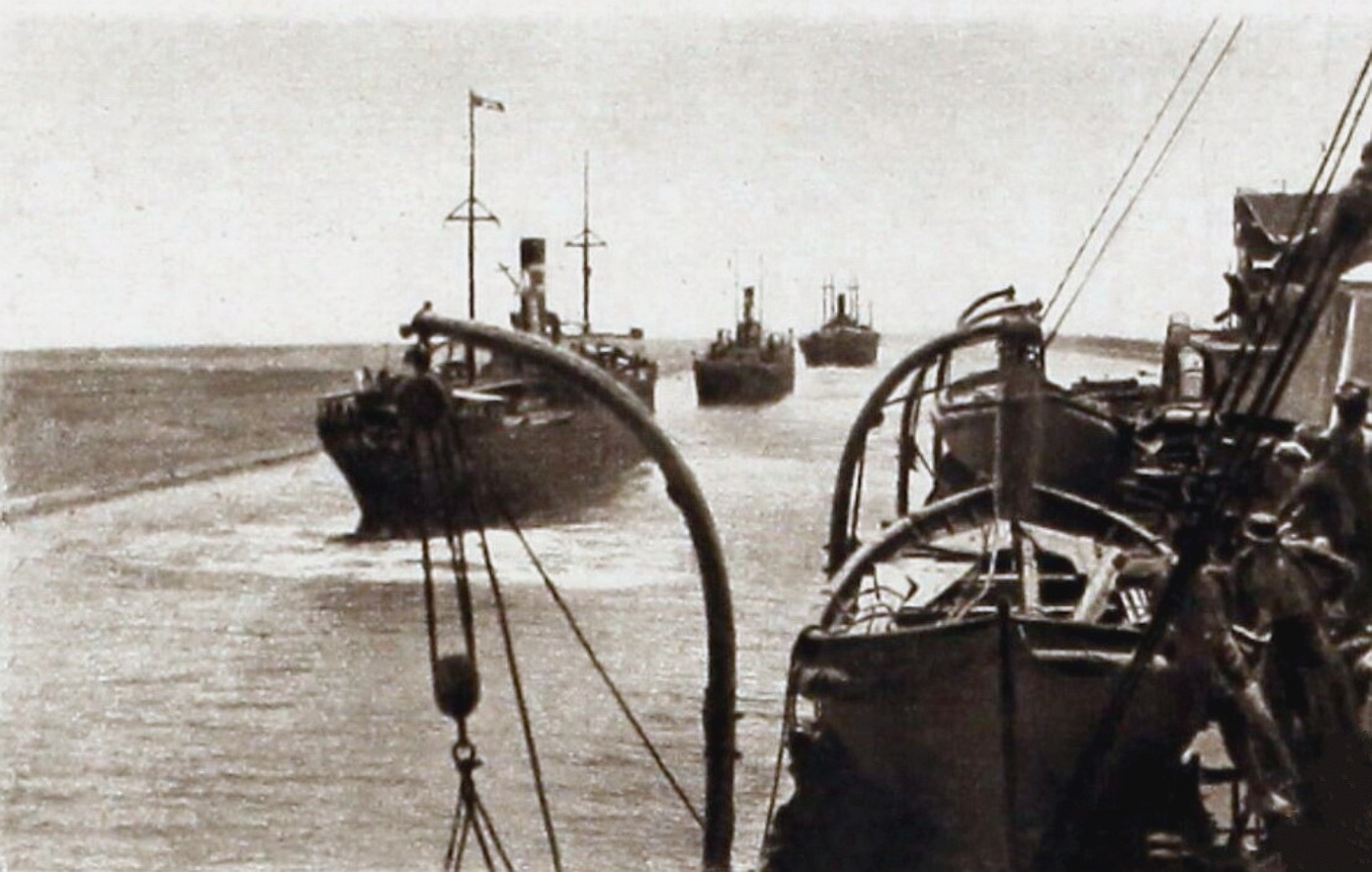
Průjezd transportní lodi s československými legionáři Suezským průplavem (cca 1919–1920)
Přístav Port Said (kolem 1920)
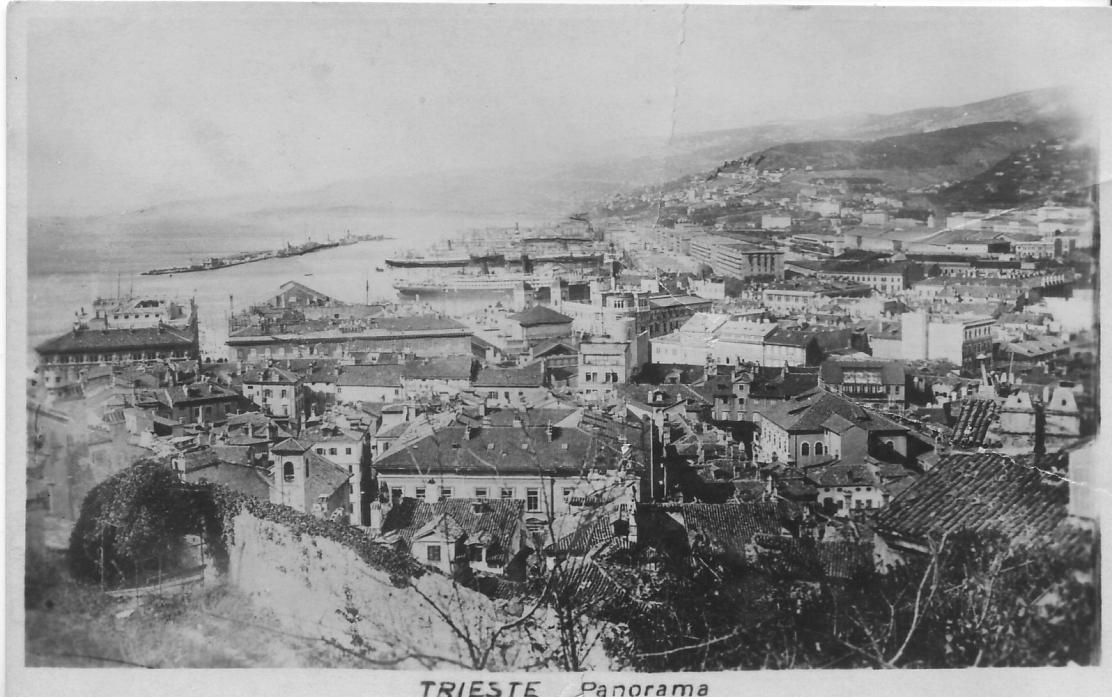
Pohlednice, panorama Terstu (1919)